# Taddeo di Bartolo

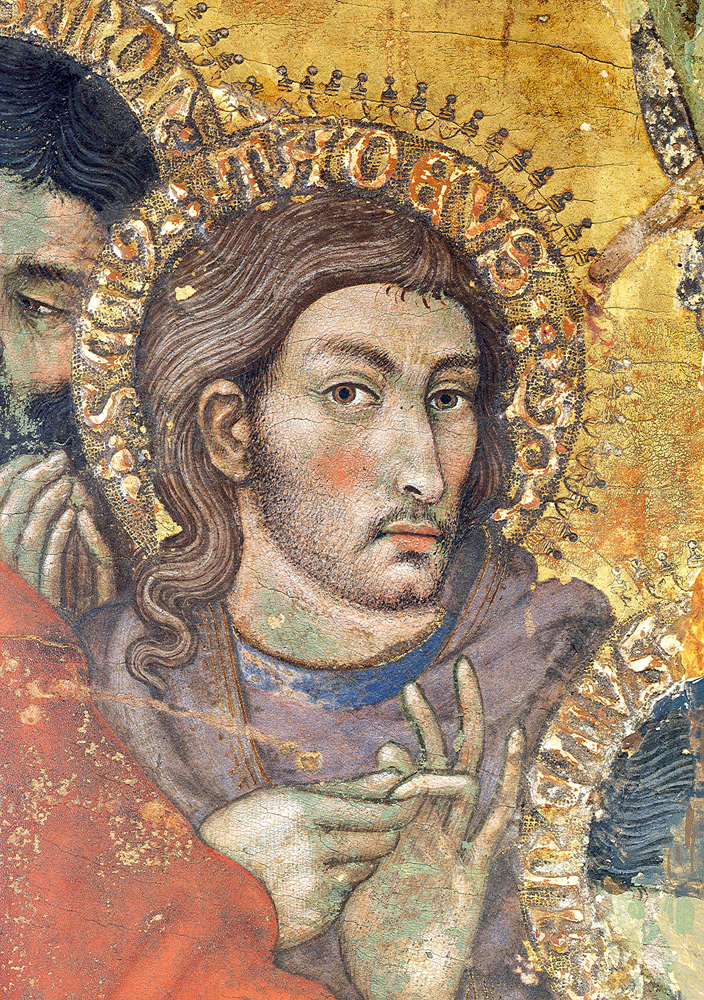
Taddeo di Bartolo, Selbstporträt als Apostel Judas Thaddäus, Detail eines Altarbilds aus der Kathedrale von Montepulciano, um 1400

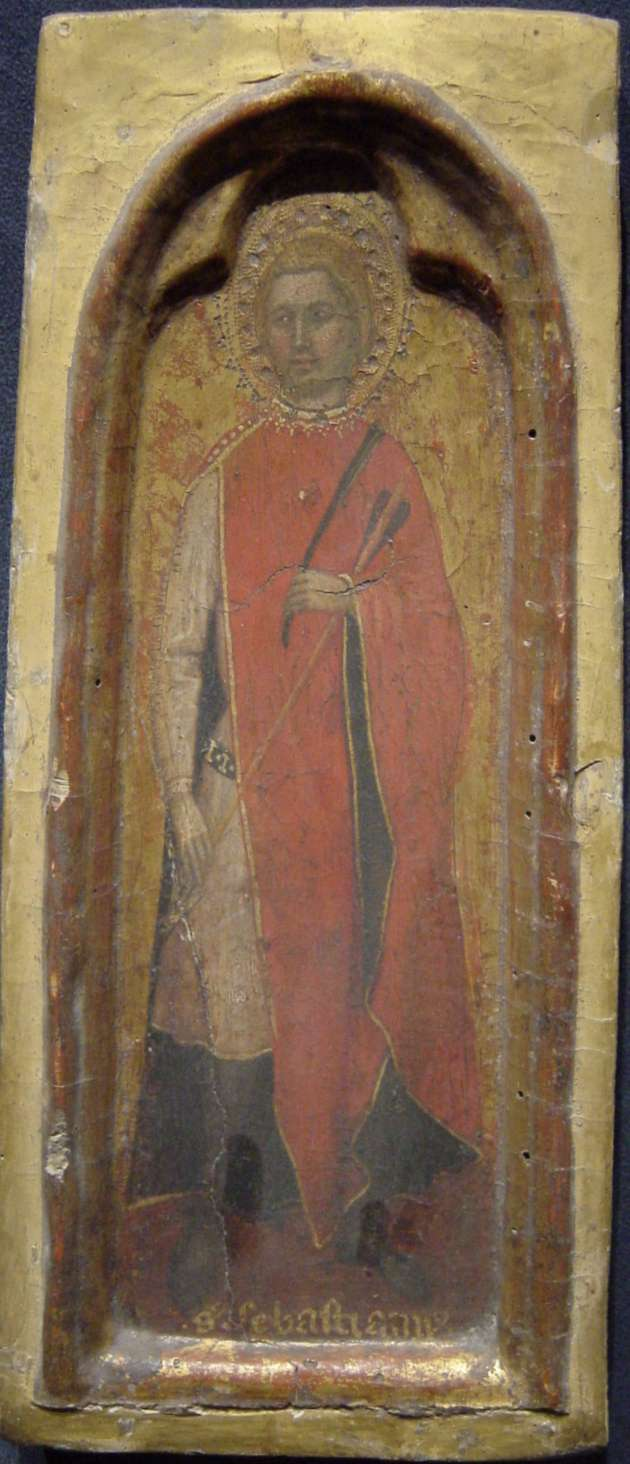
San Sebastiano, um 1400–1410

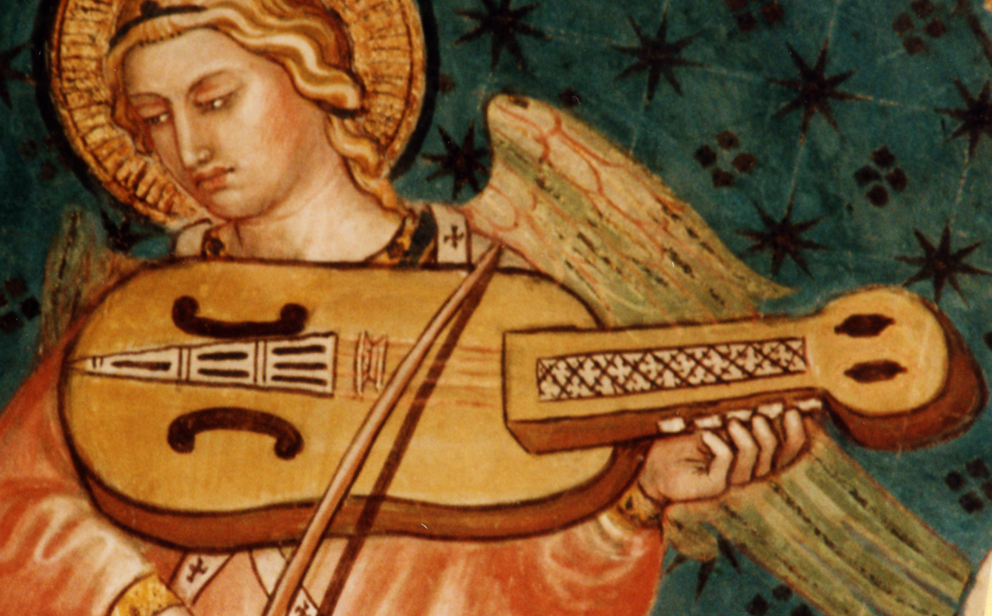
Engel mit Schlüsselfidel, Cappellina di Palazzo Pubblico, Siena, Italien. Das Fresco ist die weltweit früheste Abbildung, die zweifelsfrei eine Nyckelharpa darstellt.

Taddeo di Bartolo (* um 1362 oder 1363 in Siena; † 26. August 1422 ebenda) war ein Maler und Freskenmaler aus Siena.

## Leben
Taddeo di Bartolo war der älteste Sohn des Barbiers Bartolo di maestro Mino und dessen Frau Francesca di Cino. Giorgio Vasari vermutete allerdings, dass er ein Sohn des Malers Bartolo di Fredi gewesen sei. Ein genaues Geburtsdatum ist nicht bekannt. Aus einer Erklärung, dass er vom 7. Februar 1386 noch der elterlichen Gewalt unterstand, lässt vermuten, dass er zu diesem Zeitpunkt noch nicht Volljährig (25 Jahre alt) war. Es errechnet sich aus der Angabe, dass seine Eltern im Jahr 1361 geheiratet haben und er im Alter von neunundfünfzig Jahren gestorben sein soll, dass er 1362 oder 1363 geboren wurde. Bartolo entfaltete eine umfangreiche Tätigkeit als Freskenmaler in Kirchen, Kapellen, Rathäusern in Pisa, Perugia und Siena. 1385 erhielt er den Auftrag 78 Figuren im Chor des Doms zu Siena zu kolorieren. Im Jahr 1389 wurde er Mitglied des Dombaurats und lieferte 1390 eine bezeichnete Madonna mit Engeln und Heiligen für San Paolo in Pisa, die später in den Louvre gelangte. Im Jahr 1393 wurde er nach Genua berufen, wo er im Auftrag des Cattaneo Spinola Altarbilder für die Kirche St. Lukas anfertigen sollte. In dieser Zeit heiratete er eine Simona del Monte und hielt sich zeitweise in San Gimignano auf, wo er für den Palazzo Comunale zwei Bilder, eine Madonna mit Heiligen und ein heiligen Geminianus, sowie ein Fresco Himmel und Hölle in der Kollegiatskirche. In den Jahren 1395 bis 1397 arbeitete er überwiegend an der Ausschmückung der Capella dei Sardi in der Kirche San Francesco.
In den Jahren 1400 bis 1402 sind Fresken im Rathaus und im Dom zu Siena bezeugt, die nicht mehr erhalten sind. 1403 hielt er sich in Perugia auf und 1404 wieder in Siena, wo er bis 1405 im Dom arbeitete. Im Folgejahr fertigte er Fresken an und von 1410 bis 1411 weilte er in Volterra.
Neben der Malerei wurde er unter anderem 1412, 1416 und 1420 Beisitzer im hohen Rat von Siena. Er nahm vor seinem Tod an Beratungen über den Bau des Fönte del Campo in Siena teil und erhielt einen Auftrag den Freskenschmuck für die Tore seiner Vaterstadt herzustellen. Als er 1422 sein Testament gemacht hatte, starb er bald darauf im Alter von 59 Jahren. Gregorio di Cecco aus Lucca war ein Neffe und Schüler Taddeo di Bartolo und wurde von diesem als Erbe eingesetzt.
Sein Neffe oder Bruder Domenico di Bartolo (* um 1400) schloss sich seiner Richtung an, ist aber flüchtig, selbst geistlos, in der Auffassung realistisch und roh in der Technik. 1444 malte er im Ospedale della Scala in Siena.

## Werke (Auswahl)
Seine Hauptwerke sind ein Zyklus von Darstellungen aus dem Leben der Maria in San Francesco zu Pisa und wiederholt in der Kapelle des Stadthauses zu Siena (1407). Seine Färbung ist hart, aber kräftig, seine Auffassung strebt nach Energie und Großartigkeit des Ausdruckes.
- Badia a Isola (Ortsteil von Monteriggioni): Madonna in trono con Bambino, cherubini, angeli e santi, Abbazia dei Santi Salvatore e Cirino
- Lucignano: Freskenzyklus im Sala delle Udienze im Palazzo Pretorio (heute Museo Comunale), von 1408 bis 1414 ausgeführt.[3]
- Trittico dell’Assunzione con i Santi e le Sante di Montepulciano 1401[4]